# Leopold Perko
Leopold Perko, slovenski kipar in  podobar, * 6. november 1848, Cmurek,  †  18. maj 1918, Spodnji Porčič.
Perko je napravil več plastik med drugimi tudi za: cerkev  sv. Benedikta  (Benedikt v Slovenskih goricah); sv. Marjie (Negova, 1888); sv. Jerneja v (Rogatec, 1894);  oltar za cerkev sv. Ožbalta (Ožbalt, 1888); razpelo za cerkev sv. Križa pri Brežicah in še mnogo drugih kipov za razne cerkve in kapelice (zlasti kipov lurške Matere božje) ter razpel.